# اولیس (فیلم ۲۰۱۱)
«اولیس» (اسپانیایی: Ulises‎) یک فیلم است که در سال ۲۰۱۱ منتشر شد.